# 3701-es busz
A 3701-es jelzésű autóbuszvonal Szirmabesenyő és Miskolc (Diósgyőr-Vasgyár) között húzódó regionális vonal, amelyet a Volánbusz Zrt. üzemeltet.

## Útvonala
A szirmabesenyői Kisboldogasszony-templomjától indul. Először érinti a falu Sajóbesenyő településrészét, majd keresztezi a Szirmabesenyő megállóhelyet. Ezután kihajt a 26-os főút Miskolc felé tartó szakaszára, a Szentpéteri kapun keresztül, vele párhuzamosan a Miskolc–Bánréve–Ózd- és a Miskolc–Tornanádaska-vasútvonal közös vonalszakaszával 9. kilométer alatt érkezik a megyeszékhely autóbusz-állomására. A 3700-as buszokkal ellentétben innen napjainkban továbbmegy Vologda városrészébe, aztán a Győri kapuval párhuzamos Kiss Ernő utcán halad, legvégül Diósgyőr-Vasgyár városrészén belül az egykori Diósgyőri Gépgyár főkapujánál végállomásozik.
Hajdanán a Drótműtől is léteztek járatok, azonban 2018 decembere során az eljutás megszűnt oda.

## Közlekedése
A Volánbusz 2024. augusztus 17-ei menetrend-módosítással megszűnt az egyik járat. A jelenleg is üzemelő járat 30 percet várakozik a Búza téren.
| Viszonylat                                     | Indításszám | Közlekedési rend |
| ---------------------------------------------- | ----------- | ---------------- |
| Szirmabesenyő, templom ➝ Miskolc, DIGÉP főkapu | 1 oda       | munkanapokon     |

## Megállóhelyei
| 0  | Szirmabesenyő, templom végállomás   | 0.0 km  | 3700, 3702, 3705, 3714, 3757, 3777, 3797 |
| 1  | Szirmabesenyő, ABC áruház           | 0.3 km  | 3700, 3702, 3705, 3714, 3757, 3777, 3797 |
| 2  | Szirmabesenyő, Széchenyi utca 7.    | 0.5 km  | 3700, 3702, 3705 |
| 3  | Szirmabesenyő, alsó                 | 1.2 km  | 3700, 3702, 3705 |
| 4  | Szirmabesenyő, Széchenyi utca 7.    | 2.0 km  | 3700, 3702, 3705 |
| 5  | Szirmabesenyő, egészségügyi központ | 2.8 km  | 3700, 3702, 3705, 3714, 3757, 3777, 3797 |
| 6  | Szirmabesenyő vasúti megállóhely    | 3.2 km  | 3700, 3702, 3705, 3714, 3757, 3777, 3797 személyvonat – Szirmabesenyő [94.] |
| 7  | Szirmabesenyői elágazás             | 3.9 km  | 3700, 3702, 3703, 3704, 3705, 3707, 3708, 3709, 3711, 3714, 3754, 3757, 3760, 3761, 3763, 3764, 3765, 3770, 3772, 3773, 3774, 3775, 3776, 3777, 3797 |
| 8  | Miskolc, Stromfeld laktanya         | 5.0 km  | 1369, 1384, 1410, 1411 3700, 3702, 3703, 3704, 3705, 3707, 3708, 3709, 3711, 3714, 3754, 3757, 3760, 3761, 3763, 3764, 3765, 3766, 3767, 3769, 3770, 3772, 3773, 3774, 3775, 3776, 3777 |
| 9  | Miskolc, repülőtér bejárati út      | 6.1 km  | 3, 3A, 8, 12, 12G, 14, 14G, 20, 24, 36, 54, 240, 914 1369, 1384, 1410, 1411 3700, 3702, 3703, 3704, 3705, 3707, 3708, 3709, 3711, 3714, 3754, 3757, 3760, 3761, 3763, 3764, 3765, 3766, 3767, 3769, 3770, 3772, 3773, 3774, 3775, 3776, 3777 |
| 10 | Miskolc, megyei kórház              | 7.0 km  | 3, 3A, 12, 12G, 14, 14G, 20, 24, 36, 54, 914 1369, 1384, 1410, 1411 3700, 3702, 3703, 3704, 3705, 3707, 3708, 3709, 3711, 3714, 3754, 3757, 3760, 3761, 3763, 3764, 3765, 3766, 3767, 3769, 3770, 3772, 3773, 3774, 3775, 3776, 3777 |
| 11 | Miskolc, Leventevezér utca          | 7.7 km  | 3, 12, 12G, 14, 14G, 20, 36, 54, 914 3700, 3702, 3703, 3704, 3705, 3707, 3714, 3754, 3757, 3760, 3761, 3763, 3764, 3765, 3770, 3772, 3773, 3774, 3775, 3776, 3777 |
| 12 | Miskolc, autóbusz-állomás           | 0.0 km  | 1, 1G, 3, 3A, 4, 7, 11, 12G, 20, 20A, 24, 28, 32, 34G, 35, 43, 44, 45, 101B, 900, 914, 935 1050, 1053, 1369, 1370, 1372, 1373, 1374, 1375, 1376, 1377, 1380, 1381, 1383, 1384, 1410, 1411 3700, 3702, 3703, 3704, 3705, 3706, 3707, 3708, 3709, 3710, 3711, 3712, 3714, 3715, 3716, 3717, 3718, 3719, 3720, 3721, 3722, 3723, 3724, 3726, 3727, 3728, 3729, 3730, 3731, 3733, 3734, 3735, 3736, 3737, 3738, 3739, 3740, 3741, 3742, 3743, 3744, 3745, 3746, 3747, 3748, 3749, 3750, 3751, 3752, 3753, 3754, 3755, 3757, 3760, 3761, 3764, 3765, 3766, 3767, 3770, 3772, 3773, 3774, 3775, 3776, 3777, 4019 |
| 13 | Miskolc, Dózsa György utca          | 10.4 km | 1, 1G, 34, 34G, 54, 101B, 901 1053, 1383 3735, 3755 |
| 14 | Miskolc, Gábor Áron utca            | 13.1 km | 21, 21G 3735 |
| 15 | Miskolc, Chinoin                    | 13.6 km | 21, 21G 3735 |
| 16 | Miskolc, Gózon Lajos utca           | 15.1 km | 9, 16, 19, 21, 29, 39, 53, 68, 101B 3735, 3755, 3756 2 |
| 17 | Miskolc, DIGÉP főkapu végállomás    | 15.7 km | 9, 16, 39 3735, 3756 |